# James Roday
James David Rodriguez dit James Roday Rodriguez, né le 4 avril 1976 à San Antonio au Texas, est un acteur, réalisateur, scénariste et producteur américain.

## Biographie
James Roday Rodriguez est d'origine mexicaine par son père. Par sa mère, il a des origines irlandaises, écossaises et anglaises,.
Il étudie le théâtre expérimental à l'université de New York et obtient une licence en beaux-arts.
À l'âge de 22 ans, il se choisit le nom de James Roday pour sa vie professionnelle afin de se distinguer d'un acteur déjà nommé James Rodriguez dans la Screen Actors Guild.
Il est surtout connu pour son personnage de Shawn Spencer dans la série télévisée Psych : Enquêteur malgré lui.
En juillet 2020, il dépose une demande pour récupérer son nom de naissance et se fait désormais appeler James Roday Rodriguez.

## Vie privée
De 2006 à 2013, il a été en couple avec l'actrice Maggie Lawson, rencontrée sur le tournage de Psych : Enquêteur malgré lui,,.

## Filmographie

### En tant qu'acteur

#### Cinéma

##### Longs métrages
- 1999 : Coming Soon de Colette Burson (en) : Chad
- 2001 : Merci, mon Dieu ! (Thank Heaven) de John Asher : le réceptionniste
- 2002 : Repli-Kate de Frank Longo : Max
- 2002 : Showtime de Tom Dey : caméraman de Showtime
- 2003 : Rolling Kansas de Thomas Haden Church : Dick Murphy
- 2005 : Shérif, fais-moi peur (The Dukes of Hazzard) de Jay Chandrasekhar : Billy Prickett
- 2005 : Don't Come Knocking de Wim Wenders : 1st AD
- 2006 : Beerfest de Jay Chandrasekhar : le messager allemand
- 2009 : Ultimate Game (Gamer) de Mark Neveldine et Brian Taylor : le présentateur
- 2015 : Gravy (en) de lui-même : Marty
- 2015 : Baby, Baby, Baby de Brian Klugman : J. B.
- 2015 : Christmas Eve de Mitch Davis : B
- 2016 : Pushing Dead de Tom E. Brown : Dan Schauble
- 2019 : Berserk de Rhys Wakefield : L'officier Duane
- 2019 : Buddy Games de Josh Duhamel : Zane

##### Courts métrages
- 2000 : Believe d'Aaron Saidman : Bruce Arm / Agent Johnny
- 2013 : Mr Payback de David Rock : Malikai

#### Télévision

##### Téléfilms
- 2015 : Nerd Herd de Jamie Travis : Kip
- 2015 : Good Session de John Hamburg : Joel
- 2017 : Psych: The Movie de Steve Franks (en) : Shawn Spencer
- 2020 : Psych 2: Lassie Come Home de Steve Franks (en) : Shawn Spencer
- 2021 : Psych 3: This Is Gus de Steve Franks (en) : Shawn Spencer

##### Séries télévisées
- 1999 : Ryan Caulfield : Victor « Vic » Toback (2 épisodes)
- 2000 : La Famille Green (Get Real) : Trent Sykes (saison 1, épisode 11)
- 2001 : First Years : Edgar « Egg » Ross (9 épisodes)
- 2002 : Providence : Alexander Conrad (saison 4, épisode 13)
- 2003 : Miss Match : Nick Paine (18 épisodes)
- 2006-2014 : Psych : Enquêteur malgré lui (Psych) : Shawn Spencer (rôle principal - 120 épisodes)
- 2006 : Psych Webisodes : Shawn Spencer (mini-série en 6 épisodes)
- 2008 : Fear Itself : Carlos (saison 1, épisode 4)
- 2011 : Love Bites : Jeff (saison 1, épisode 6)
- 2018-2023 : A Million Little Things : Gary (rôle principal)

### En tant que réalisateur
- 2009-2014 : Psych : Enquêteur malgré lui (série télévisée, 8 saisons)
- 2014 : Shoot the Moon[8] (série télévisée, pilote seulement)
- 2015 : Battle Creek (série télévisée, 1 épisode)
- 2015-2017 : Rosewood (série télévisée, 5 épisodes)
- 2015 : Gravy (en)
- 2016 : Quest for Truth (téléfilm)
- 2016 : Rush Hour (série télévisée, 1 épisode)
- 2017 : Blood Drive (série télévisée, 2 épisodes)

### En tant que scénariste
- 2006 : Skinwalkers
- 2007-2014 : Psych : Enquêteur malgré lui (série télévisée, 16 épisodes)
- 2014 : Shoot the Moon (série télévisée, épisode pilote)
- 2015 : Gravy
- 2016 : Quest for Truth (téléfilm)
- 2017 : Psych: The Movie (téléfilm)

### En tant que producteur
- 2008-2014 : Psych : Enquêteur malgré lui (série télévisée, 89 épisodes [73 ép. producteur + 16 ép. coproducteur])
- 2016 : Quest for Truth - crédité producteur exécutif - (téléfilm)
- 2017 : Psych: The Movie - crédité producteur exécutif - (téléfilm)

## Distinctions
Sauf indication contraire, les informations mentionnées dans cette section peuvent être confirmées par la base de données cinématographiques IMDb,  présente dans la section « Liens externes ».

### Récompenses
- 2012 : Imagen Foundation Awards du meilleur acteur de télévision dans une série télévisée comique pour Psych : Enquêteur malgré lui (Psych) (2006-2014) pour le rôle de Shawn Spencer.
- 2017 : San Diego Film Awards du meilleur acteur dans une comédie dramatique pour Pushing Dead (2016).

### Nominations
- 11e cérémonie des Satellite Awards 2006 : Meilleur acteur dans une série télévisée musicale ou comique pour Psych : Enquêteur malgré lui (Psych) (2006-2014) pour le rôle de Shawn Spencer.
- 2008 : Online Film and Television Association Awards du meilleur acteur dans une série télévisée comique pour Psych : Enquêteur malgré lui (Psych) (2006-2014) pour le rôle de Shawn Spencer.
- 2008 : ALMA Awards de l'acteur exceptionnel dans une série télévisée comique pour Psych : Enquêteur malgré lui (Psych) (2006-2014) pour le rôle de Shawn Spencer.
- 2009 : Imagen Foundation Awards du meilleur acteur de télévision dans une série télévisée comique pour Psych : Enquêteur malgré lui (Psych) (2006-2014) pour le rôle de Shawn Spencer.
- 2009 : Online Film and Television Association Awards du meilleur acteur dans une série télévisée comique pour Psych : Enquêteur malgré lui (Psych) (2006-2014) pour le rôle de Shawn Spencer.
- 2009 : ALMA Awards de l'acteur exceptionnel dans une série télévisée comique pour Psych : Enquêteur malgré lui (Psych) (2006-2014) pour le rôle de Shawn Spencer.
- 2010 : Image Awards du meilleur scénario dans une série télévisée comique pour Psych : Enquêteur malgré lui (Psych) (2006-2014) partagé avec Saladin K. Patterson.
- 2011 : Imagen Foundation Awards du meilleur acteur de télévision dans une série télévisée comique pour Psych : Enquêteur malgré lui (Psych) (2006-2014) pour le rôle de Shawn Spencer.
- 2011 : ALMA Awards de l'acteur favori de télévision dans une série télévisée comique pour Psych : Enquêteur malgré lui (Psych) (2006-2014) pour le rôle de Shawn Spencer
- 2012 : ALMA Awards de l'acteur favori de télévision dans une série télévisée comique pour Psych : Enquêteur malgré lui (Psych) (2006-2014) pour le rôle de Shawn Spencer

## Voix françaises
- Guillaume Lebon[9] dans :
  - Psych : Enquêteur malgré lui (série télévisée)
  - Fear Itself (série télévisée)
  - Psych: The Movie (téléfilm)
  - A Million Little Things (série télévisée)

et aussi
- Tanguy Goasdoué dans Ryan Caulfield[9] (série télévisée)
- Thierry Ragueneau dans Repli-Kate[9]
- Damien Boisseau dans Miss Match[9] (série télévisée)
- Philippe Valmont dans Shérif, fais-moi peur[9]